# Arrigo Cajumi
Arrigo Cajumi (Torino, 22 ottobre 1899 – Milano, 7 ottobre 1955) è stato un giornalista, scrittore e critico letterario italiano.

## Biografia
Proveniva culturalmente dalla scuola del critico Ferdinano Neri, che lo menò a passione specie pel Settecento illuminista francese ("il mio secolo", amava ripetere, Cajumi). Durante il lungo periodo di dittatura del Fascismo, fu tra gli animatori della rivista La Cultura, su cui scrisse di Marcel Proust (con diffidenza, questi avverso a Sainte-Beuve), George Sand, André Chevrillon, Aldous Huxley, Maurice Barrès e Ernest Renan. Scrisse anche sulle riviste di Piero Gobetti, Il Baretti e La Rivoluzione liberale; e sulla Nuova Rivista Storica. Nel 1935 patì l'arresto per il suo impegno esplicitamente antifascista, venendo interdetto per un intero decennio da ogni pubblica attività culturale. Nel dopoguerra lavorò al settimanale Il Mondo, ove tenne la rubrica Pot-Pourri e nel quotidiano La Stampa, dal quale era stato estromesso durante gli anni del Regime. Il suo apporto alla narrativa italiana è dato col romanzo Il Passaggio di Venere, ristampato nel 2019 da Lindau con introduzione di Lorenzo Ventavoli.
Discepolo ideale, allato storico-sociologico, di Voltaire e dell'enciclopedismo ateo francese ma richiamantesi, ripetutamente, altresì alla critica di tipo psicologico inaugurata da Sainte-Beuve, si voltò sempre con  secco diniego al Crocianesimo, che, alla fine degli anni '40, Benedetto Croce ancora in vita, liquidò – in Pensieri di un libertino – come "quel bubbone della  critica estetica che ancora ci avvelena". Fu il primo in Italia a riconoscere sicuro valore storico e letterario al volume di Lawrence d'Arabia La Rivolta nel Deserto, del quale approntò, con la traduzione, una valida prefazione, nel 1930; ha inoltre curato opere di Francesco Domenico Guerrazzi, Carlo Bini, Enrico Thovez, Niccolò Tommaseo, Ferdinando Neri, Cesare de Lollis, Luigi Ambrosini (le Cronache del Risorgimento), Ernesto Ragazzoni, Anatole France, Pierre Choderlos de Laclos, Charles Augustin Sainte-Beuve (Proudhon: sa vie et sa correspondence, che inoltra, in appendice, il ritratto del filosofo francese steso dal federalista Giuseppe Ferrari, suo amico e primo importante divulgatore in Italia); Molière (di cui ha tradotto nel 1924 Il misantropo), Paul Bourget, Paul-Louis Courier (Processo a un liberale: libelli. Milano, Universale Economica, 1950) e Claude Godard d'Aucour (Themidore, ou Mon histoire et celle de ma maîtresse.Milano, Istituto Editoriale Italiano, 1946).
Nel delineare un breve ritratto di Cajumi, Giancarlo Vigorelli fece queste nitide osservazioni di merito (e di metodo): "Prima, di giudicare ha sempre avuto bisogno di conversare: ed è un piacere che troppo abbiamo perduto.Certo, la sua critica, prima che scritta era parlata, cioè cercava destinatari ed interlocutori. Andava sull'uomo, prima che sull'artista: o piuttosto, leggeva per derivare da ogni scrittore una più a fondo lettura dell'uomo, degli uomini. I crociani, i sottocrociani, ignari di umanità (pur sopraffatti di scolastico umanesimo), straparlavano d'arte, illusi di teorizzarla e di cavarne col forcipe un'estetica: doppiamente illusi, perché neppure sospettavano che se un critico può avere qualche diritto (o dovere, piuttosto) di fronte all'arte, appunto per intenderla ed aiutare a decifrarla, quello stesso critico deve però primamente ammettere che il poeta, l'artista, è là a ignorare e addirittura a smentire qualsiasi teoria estetica. Quanti presunti critici, presuntuosi, invece volevano e vogliono sostituirsi al poeta, e tuttora vorrebbero inspirarlo, in luogo di lasciarsene inspirare. Paradossalmente, è lo scrittore che crea, a vantaggio o a danno, il (suo) critico: e se un critico può persino distruggere uno scrittore, allora vuol dire che è un vero critico e l'altro non è uno scrittore vero".
Le sue lettere a Giovanni Ansaldo 1927-1931 (con alcuni inediti), sono uscite a cura di Giuliano Torlontano, sulla rivista Nuova Antologia (n.2 del 1987).

## Opere
- I cancelli d'oro: profili e parabole, Corbaccio, Milano 1926
- Galleria:saggi di varia letteratura. Torino, Buratti, 1930
- Il passaggio di Venere, De Silva, Torino 1948; n. ed. Lindau, Torino 2002
- Pensieri di un libertino: uomini e libri 1935-1945, Longanesi, Milano 1947 (edizione ridotta, per via di tagli apportati al testo originale da parte dello stesso Editore) ; seconda ed.: Einaudi, Torino 1950; terza edizione, ib., 1970, con nuova presentazione di Vittorio Santoli.
- Ricordi e letture, L'industria, Milano 1952
- Colori e veleni: saggi di varia letteratura, prefazione di Pietro Paolo Trompeo, ESI, Napoli 1956
- L'offensiva scritta col lapis: 22 ottobre-4 novembre 1918, La vita felice, Milano 1994 (diario di guerra)